# Eudendrium infundibuliforme
Eudendrium infundibuliforme är en nässeldjursart som beskrevs av James Barrie Kirkpatrick 1890. Eudendrium infundibuliforme ingår i släktet Eudendrium och familjen Eudendriidae. Inga underarter finns listade i Catalogue of Life.